# Vicinity Centres
Vicinity Centres (früher Centro Properties Group) ist ein australisches Immobilienunternehmen mit Hauptsitz in Melbourne. Es verfügt über ein Einzelhandelsvermögen von 23 Milliarden AUD. Das Unternehmen besitzt und verwaltet Einzelhandelsobjekte in ganz Australien und bietet Einzelhandels-, Wohn- und Büroflächen an. Es verfügt über ein Portfolio mit Beteiligungen an etwa 53 Einkaufszentren mit ca. 6.500 Einzelhandelsgeschäften
Zu den Immobilien gehören Bankstown Central, Bayside, Buranda Village, Chadstone, DFO Perth, Emporium Melbourne, Queen Victoria Building, QueensPlaza und The Glen. Es ist
der größte Immobilienpartner von Woolworths und Wesfarmers. Das unternehmen wurde 1985 als Jennings Properties gegründet und wurde ab 1991 als Centro Properties Group weitergeführt.
Das Unternehmen Vicinity entstand 2015 durch die Fusion der Novion Property Group und Centro Properties Group.

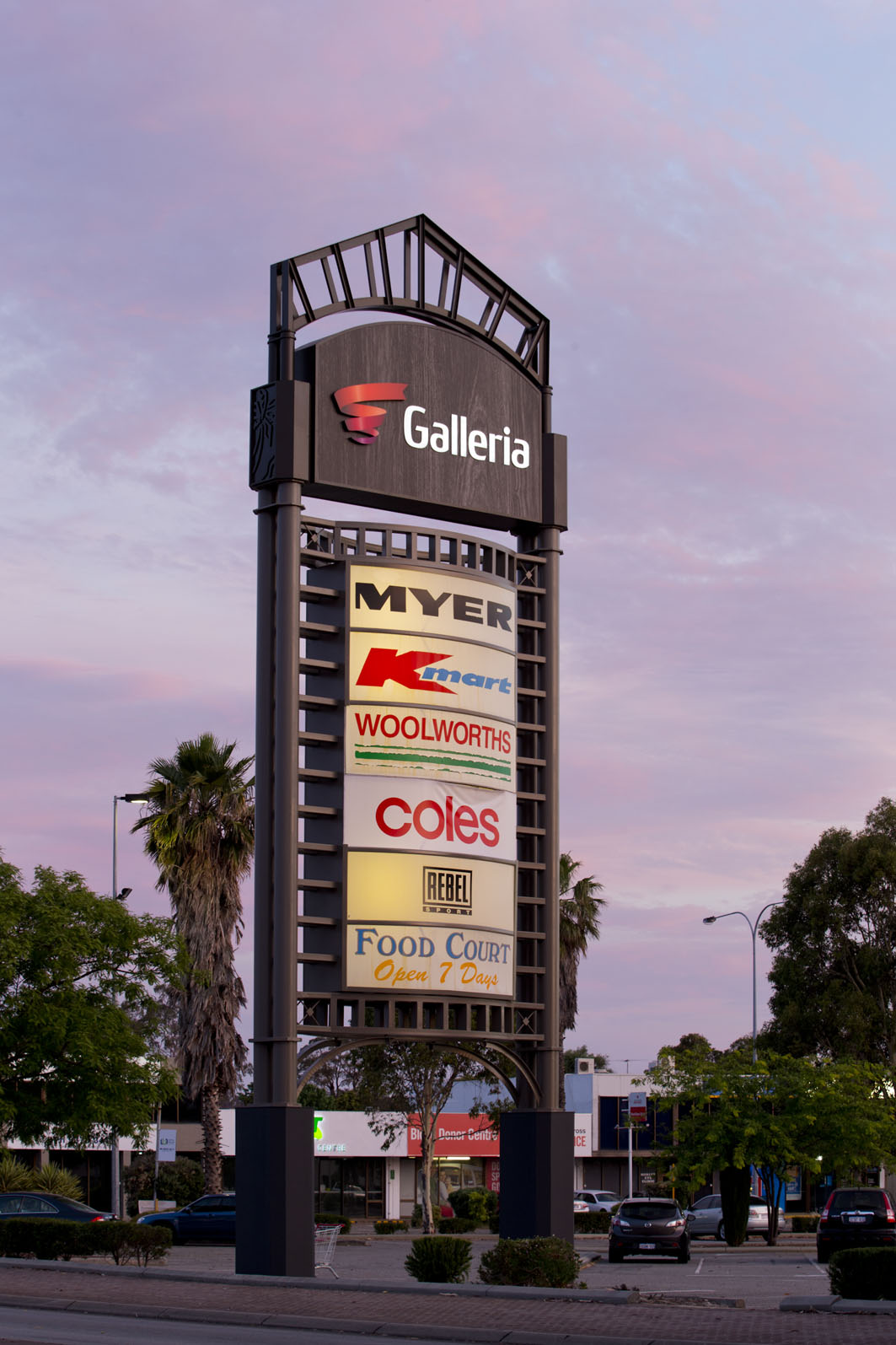
Galleria Shopping centre in Perth